# Rurouni Kenshin: The Final
Rurouni Kenshin: The Final (jap. るろうに剣心 最終章 The Final Rurōni Kenshin: Saishūshō – The Final) – japoński film akcji z 2021 roku w reżyserii Keishiego Ōtomo i opiera się na ostatnim wątku mangi Kenshin autorstwa Nobuhiro Watsukiego. Jest to czwarta część serii filmów opartej na mandze Nobuhiro Watsukiego o tym samym tytule i została wyprodukowana wraz z filmem Rurouni Kenshin: The Beginning. Piosenką przewodnią filmu była Renegade w wykonaniu One Ok Rock.
W Polsce film dostępny jest za pośrednictwem platformy Netflix.

## Opis fabuły
Kenshin Himura musi ponownie zmierzyć się ze swoją przeszłością, gdy Enishi Yukishiro, brat jego zmarłej pierwszej żony Tomoe, pojawia się w mieście, by ukarać Kenshina za śmierć jego siostry.

## Obsada
- Takeru Satō – Kenshin Himura
- Emi Takei – Kaoru Kamiya
- Mackenyu Arata – Enishi Yukishiro
- Yōsuke Eguchi – Hajime Saitō
- Munetaka Aoki – Sanosuke Sagara
- Yū Aoi – Megumi Takani
- Yūsuke Iseya – Aoshi Shinomori
- Riku Ōnishi – Yahiko Myōjin
- Tao Tsuchiya – Misao Makimachi
- Ryōsuke Miura – Chō Sawagejō
- Takuma Oto’o – Woo Heishin
- Shingo Tsurumi – komendant Uramura
- Takeo Nakahara – Miyauchi Maekawa
- Shinnosuke Abe – Hyōgo Kujiranami
- Shintarō Yanagi – Hyōko Otowa
- Joey – Tenmon Inui
- Eiki Narita – Mumyōi Yatsume
- Ryūnosuke Kamiki – Sōjirō Seta

## Produkcja
Filmy Rurouni Kenshin: The Final i Rurouni Kenshin: The Beginning były kręcone w tym samym czasie. Zdjęcia do obu filmów rozpoczęły się 4 listopada 2018 roku, a zakończyły 28 czerwca 2019 roku. Zdjęcia na dużą skalę prowadzono przez ponad 7 miesięcy w 43 lokalizacjach w całym kraju, m.in. w Kioto, Narze, Shiga, Mie, Hyōgo, Kumamoto, Hiroszimie, Tochigi, Saitama, Shizuoka, Osaka i Nagano. Na planie wykorzystano łącznie 6000 statystów.
2 kwietnia 2019 roku zapowiedziano datę premiery obu filmów na lato 2020 roku. Premiera została jednak przesunięta na wiosnę 2021 roku z powodu pandemii COVID-19 – na 23 kwietnia 2021 roku.

## Odbiór
W Japonii film został wyświetlony na 480 ekranach w 362 kinach od 23 kwietnia 2021 roku. W związku ze stanem wyjątkowym od 25 czerwca zamknięto 63 budynki w Tokio, Osace, Hyogo i Kioto (64 budynki od 26. i 67 budynków od 27.). Mimo to przychody ze sprzedaży biletów wyniosły ponad 535 milionów jenów (ponad 371 tys. widzów) zostały odnotowane w ciągu dwóch dni od premiery – było to najbardziej dochodowe otwarcie filmu aktorskiego spośród premier 2021 roku.
Z dniem 21 lipca 2021 roku box office filmu wyniósł 36,96 mln dolarów.